# Ramin Rezaeian
Ramin Rezaeian Semeskandi (Perso: رامین رضائیان سمسکندی; Semes Kandeh-ye Olya, 21 de março de 1990) é um futebolista iraniano que atua como lateral. Atualmente, joga pelo Sepahan.

## Carreira
Ramin Rezaeian representou a Seleção Iraniana de Futebol na Copa da Ásia de 2015.

## Títulos
Persepolis
- Iran Pro League: 2016–17

Al-Sailiya
- Qatari Stars Cup: 2020–21
- Qatar FA Cup: 2021